# Lood(II)fosfaat
Lood(II)fosfaat is een loodzout van fosforzuur, met als brutoformule Pb3(PO4)2. Het is een toxische en carcinogene verbinding, die bij verbranding giftige dampen van loodoxiden produceert. Lood(II)fosfaat is vrijwel onoplosbaar in water en organische oplosmiddelen. De mineralen pyromorfiet en vauqueliniet zijn natuurlijke bronnen van lood(II)fosfaat.

## Synthese
Lood(II)fosfaat kan bereid worden door reactie van lood(II)oxide, lood(II)hydroxide of lood(II)carbonaat met fosforzuur. Het kan ook gewonnen worden uit reactie van lood(II)acetaat en natriumfosfaat. Het onoplosbare lood(II)fosfaat slaat dan neer:
{\displaystyle \mathrm {3\ Pb(CH_{3}COO)_{2}\ +\ 2\ Na_{3}PO_{4}\ \longrightarrow \ Pb_{3}(PO_{4})_{2}\ +\ 6\ CH_{3}COONa} }